# Tobias Kluckert

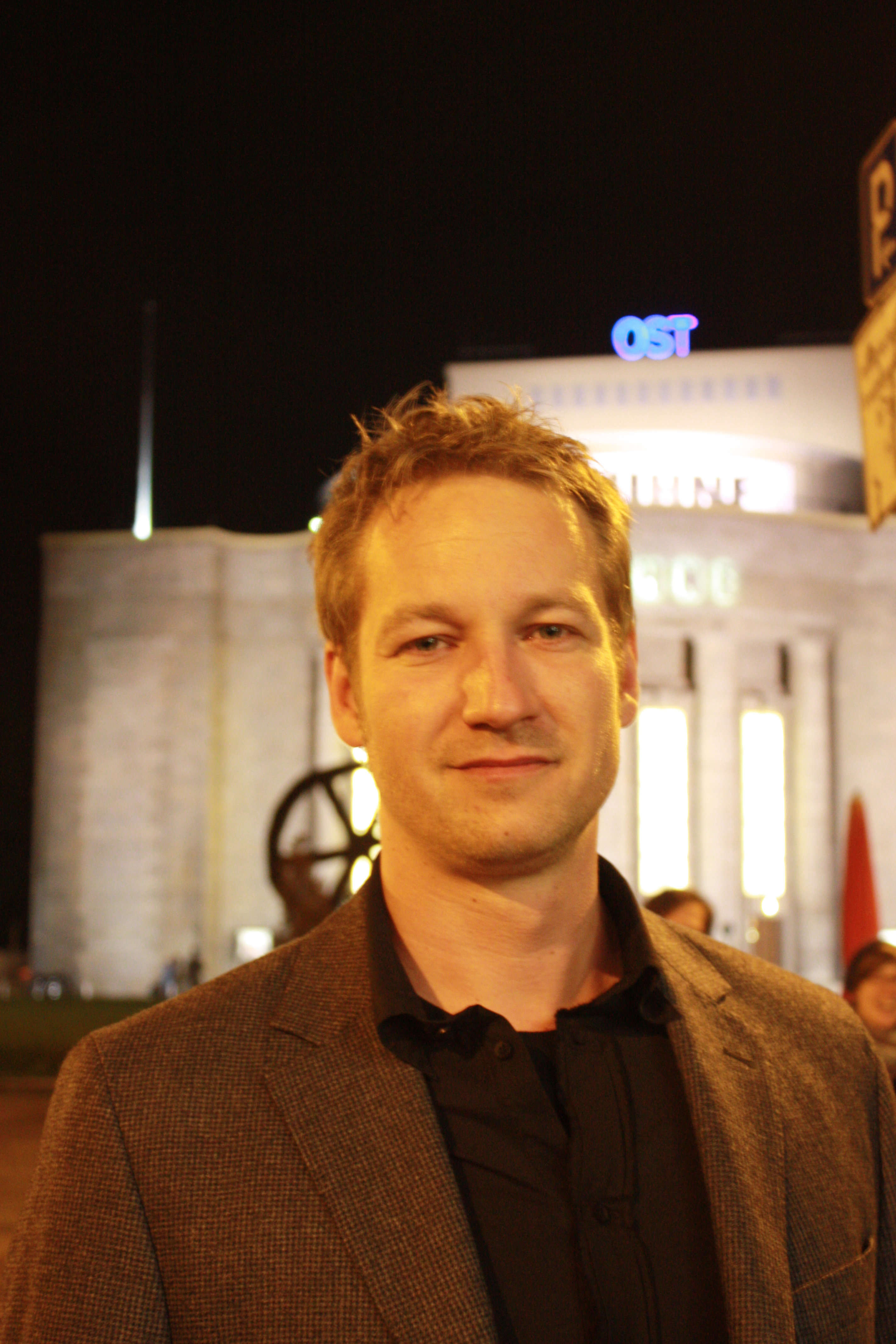
Tobias Kluckert, 2010

Tobias Kluckert (* 19. September 1972 in Ost-Berlin) ist ein deutscher Schauspieler, Synchronsprecher sowie Sprecher von Hörspielen und Hörbüchern. Darüber hinaus ist er als Off-Stimme für Dokumentarfilme und Werbespots tätig. Bekannt ist Kluckert vor allem als deutsche Feststimme von 50 Cent, Karl Urban, Bradley Cooper, Kevin McKidd, Seth Rogen, Tyrese Gibson, Nathan Fillion, Gerard Butler, Jason Clarke, Jason Bateman und Joaquin Phoenix.

## Leben
Tobias Kluckert ist der Sohn des Schauspielers, Synchronsprechers sowie Hörbuch- und Hörspielsprechers Jürgen Kluckert, der vor allem als Sprecher von Benjamin Blümchen bekannt wurde. Er wuchs zunächst in Berlin auf, lebte jedoch von 1982 bis 1989 in Rostock. Dort spielte er sechs Jahre lang als Kinder- und Jugenddarsteller am Theater. Nach seinem Abitur 1991 studierte er vier Semester Politikwissenschaft an der Freien Universität Berlin, bevor er 1993 eine Ausbildung als Kaufmann begann und diese 1995 abschloss. Von 1994 bis 2001 war er zudem im Berliner Bezirk Prenzlauer Berg in der Kneipe Blaumilchkanal als Barkeeper beschäftigt und arbeitete bei Film und Fernsehen als Beleuchter und Tonassistent.
Ab 1997 nahm er parallel Schauspielunterricht und ließ sich in Sprecherziehung und Gesang ausbilden. Von 1998 bis 2006 synchronisierte er Brian Krause als Leo Wyatt in der acht Staffeln umfassenden Fantasyserie Charmed – Zauberhafte Hexen. Zugleich bewarb er sich in den in Berlin ansässigen Synchronstudios und war vier Jahre lang als Ensemblesprecher tätig, wo er unter anderem der Figur des Radditz in der Animeserie Dragonball Z seine Stimme lieh, bevor er 2001 weitere Hauptrollen übernahm.
Tobias Kluckert lebt in Berlin und ist Vater einer Tochter. Seine jüngeren Brüder Fabian und Sebastian Kluckert arbeiten ebenfalls als Synchronsprecher.

## Synchronarbeiten

### Kino
Zu einer seiner wichtigsten Rollen zählt die Synchronisation von Joaquín Phoenix in der Verfilmung der Johnny-Cash-Biografie Walk the Line (2006). Inzwischen wird Kluckert regelmäßig für die Synchronisation von Seth Rogen, Tyrese Gibson, Bradley Cooper und 50 Cent sowie zunehmend für Kevin McKidd, Jason Bateman oder Gerard Butler eingesetzt. In den letzten Jahren bis zu dessen Tod im Jahr 2008 synchronisierte er auch Guillaume Depardieu. 2008 synchronisierte er in dem Film Kill Switch den Sänger Chris Thomas King in seiner Rolle als Detective Storm. Für Tyrese Gibson sprach er die Rolle des Roman Pearce in den Filmen 2 Fast 2 Furious, Fast & Furious Five und Fast & Furious 6.
2006 lieh er Eli Roth in dem Film Aftershock – Die Hölle nach dem Beben seine Stimme. In der Comicverfilmung 300 sprach er 2007 für David Wenham die Rollen Erzähler/Dilios. 2011 sprach er die Rolle von Edward Morra (gespielt von Bradley Cooper) in dem Film Ohne Limit. 2012 lieh er Tom Hardy als Bane in der Comic-Verfilmung The Dark Knight Rises und Karl Urban in DREDD (3D) seine Stimme.
Seit 2012 ist er die Standard-Synchronstimme von Jason Clarke. Er sprach ihn u. a. in den Hauptrollen der Filme White House Down, Planet der Affen: Revolution, Everest und Aufbruch zum Mond. In der Neuauflage von Stephen Kings Friedhof der Kuscheltiere (2019) sprach er für Clarke die Hauptrolle des Louis Creed. Im Film Joker (2019) lieh er der Hauptrolle Arthur Fleck, gespielt von Joaquin Phoenix, die deutsche Stimme. Im Kinofilm Oppenheimer (2023) synchronisierte er die Rolle des Roger Robb.

### Fernsehserien
Fernsehzuschauern ist Kluckerts Stimme durch mehrere Serienfiguren bekannt, darunter He-Man in He-Man and the Masters of the Universe (2002), Eric Balfour als Eddie in O.C., California (2004), Brian Thomas Smith als Zack Johnson in The Big Bang Theory (2009–2019), Kevin McKidd als Dr. Owen Hunt in Grey’s Anatomy (seit 2009), Stephen Moyer als Bill Compton in True Blood (2009–2015), Nathan Fillion als Richard Castle in Castle (2009–2016) und John Nolan in The Rookie (seit 2019), ebenso für Adam Baldwin in den Fernsehserien Firefly – Der Aufbruch der Serenity (2002/2003, als Jayne Cobb) und Chuck (2007–2012, als John Casey).
Ebenso spricht Kluckert Andy Whitfield und Liam McIntyre in Spartacus (2010–2013) und die Figur Shane Walsh, gespielt von Jon Bernthal, in der Serie The Walking Dead (2010–2012). Von 2008 bis 2012 synchronisierte er die Figur des Harry „Opie“ Winston in der Serie Sons of Anarchy. Von 2008 bis 2013 lieh er Charles Baker („Skinny Pete“) in der Serie Breaking Bad seine Stimme. In der Netflix-Animationsserie BoJack Horseman sprach er von 2014 bis 2020 die titelgebende Hauptrolle. In der von 2017 bis 2019 gedrehten und ab 2018 auf Prime Video auf Deutsch veröffentlichten Science-Fiction-Serie Future Man lieh er Derek Wilson in der Rolle des Wolf seine Stimme.
Ebenso ist er die Synchronstimme des Schauspielers Mark Benton in der Krimiserie Shakespeare und Hathaway, die auf ZDF Neo ausgestrahlt wird. 2019 und 2020 stellte er in den zwei Staffeln von The Boys seine Stimme wieder Karl Urban zur Verfügung, der in der Hauptrolle William „Billy“ Butcher spielt. In der von Amazon MGM Studios produzierten, 2022 erschienenen Serie Reacher lieh er Hauptdarsteller Alan Ritchson erstmals seine Stimme. In der Serie Vikings sprach Kluckert die Figur Eirik. In der Fernsehserie S.W.A.T. war Kluckert als Terry Luca zu hören.

### Computer- und Videospielproduktionen
Des Weiteren setzt Kluckert seine Stimme für die Vertonung von Computer- und Videospielproduktionen ein, unter anderem als Martin Septim in The Elder Scrolls IV: Oblivion, als Hauptmann Rumford in Diablo 3, als Tron in Kingdom Hearts 2, als Kane in Die Legende von Spyro: Der Neubeginn, als Alex Mason in Call of Duty: Black Ops, Call of Duty: Black Ops II, Call of Duty: Black Ops 4 und Call of Duty: Black Ops Cold War und als Edward Kenway in Assassin’s Creed IV: Black Flag (2013).
Außerdem leiht er seit 2012 dem erwachsenen Master Chief aus der Videospielreihe Halo regelmäßig seine Stimme. Dies tat er bisher in den Videospielen Halo 4, Halo 5: Guardians und Halo Infinite, dem in der Kurzfilmsammlung Halo Legends enthaltenen animierten Kurzfilm Das Paket sowie dem Ende 2012 veröffentlichten Realfilm Halo 4: Forward Unto Dawn.

## Theater, Film und Fernsehen
Im Jahr 2000 war Kluckert neben Horst Jüssen und Regine Lutz unter der Regie von Rolf Hochhuth in der Inszenierung Die Hebamme am Berliner Theater am Schiffbauerdamm zu sehen. Außerdem trat er in der UfaFabrik und in Katja Nottkes Kiez Theater auf, unter anderem im Rahmen der Berliner Nächte 2006 sowie 2007 und 2008 in der Brecht-Revue Nur jetzt nicht weich werden. Vor der Kamera agierte Kluckert Anfang der 2000er Jahre in diversen Kurzfilmen sowie in den ZDF-Serien Küstenwache und Rosa Roth.

## Hörproduktionen
Kluckert war im Rahmen des von Deutschlandradio gesendeten improvisierten interaktiven Hörspiels Bei Anruf Soap zu hören und ist neben der Synchronisation auch im Bereich der Hörproduktionen tätig. In der von Lauscherlounge Records produzierten Hörspielreihe Richard Diamond, Privatdetektiv hat Kluckert die gleichnamige Hauptrolle inne und tritt im Rahmen inszenierter Lesungen der Lauscherlounge auch in Form dieser Figur auf. Zudem ist er wiederkehrend in Folgen der Gruselkabinett–Reihe der Titania Medien zu hören (Der Untergang des Hauses Usher, Frankenstein, Der Freischütz, Dracula 2 und 3), als Chuck Novak in Jack Slaughter sowie in der von LPL Records herausgegebenen Mystery-Reihe Offenbarung 23. Seit 2012 liest er die ungekürzten, nicht-inszenierten Hörbücher der Reihe Cotton Reloaded.
In Folge 38 der Hörspielserie Gabriel Burns sprach er die Rolle des Fischers Bobby Mills an der Seite seines Vaters Jürgen Kluckert, der dabei als Erzähler zu hören ist. In der Hörspielreihe Pater Brown des Labels WinterZeit hat er die Co-Hauptrolle des Detektivs Hercule Flambeau übernommen.
Als Hörbuchinterpret las Kluckert bislang unter anderem die ungekürzten Fassungen von Die Brückenbauer (Jan Guillou, der Hörverlag), Die Säulen der Erde, Die Tore der Welt sowie Das Fundament der Ewigkeit von Ken Follett, die Fantasyreihe Das Schwert der Wahrheit von Terry Goodkind, Im Takt des Todes von David Baldacci, Blackmail von Greg Iles oder Nele & Paul von Michel Birbaek sowie Manhattan 2058 von Dan Adams 2018 für Lübbe Audio.
Er hat auch die bisherigen Bände (Der Spielmann, Der Lehrmeister) der Faustus-Serie von Oliver Pötzsch gelesen, die 2018 und 2019 erschienen sind. 2021 erschien das von Kluckert gelesene Hörbuch Der Abstinent (Autor: Ian McGuire) bei Hörbuch Hamburg & BookBeat; 2024 folgte Manhattan 2060 - Meltdown (Lübbe Audio & Audible).

## Hörspiele (Auswahl)
- 2001: Norbert Zähringer: Die kleinen und die Bösen – Regie: Annette Berger (Hörspiel – DLR)
- 2012–2014: Timothy Zahn: Thrawn-Trilogie – als Rukh (Buch und Regie: Oliver Döring)
- 2022: Die Karls-Bande – als Karlchen

## Auszeichnungen
- 2011: Die Silhouette in der Kategorie „Bester Synchronschauspieler in einer Nebenrolle/Film“ als Stimme von Karl Urban in Star Trek